# Truckee (Kalifornia)
Truckee – miasto w Stanach Zjednoczonych, w stanie Kalifornia, w hrabstwie Nevada. Według spisu ludności przeprowadzonego przez United States Census Bureau, w roku 2010 miasto Truckee miało 16 180 mieszkańców. Leży w pobliżu autostrady międzystanowej nr 80.
Nazwa miasta pochodzi od imienia Indianina z plemienia Paiute, wodza Truckee, który przywitał pierwszych Europejczyków w okolicy okrzykiem „Tro-key”, co w języku Paiute oznacza „wszystko w porządku”. Przybysze myśleli, że Indianin mówi im jak się nazywa, i tak już zostało.
Zimą 1846-47 roku w tym miejscu utknęła i obozowała Wyprawa Donnera.